# Деллер, Джереми
Джереми Деллер (Jeremy Deller; род. 1966, Лондон, Великобритания) — современный британский художник и куратор.

## Образование
- Courtauld Institute of Art (изучал историю искусства)

## Творчество
- Сотрудничество и участие - ключевые понятия в творчестве Деллера. Он действует как куратор, продюсер или режиссёр широкого круга проектов (записи, лекции, перформансы, выставки, публикации), в центре внимания которых периферийные формы культуры или малоизвестные истории.
- Одна из наиболее известных работ Джереми Деллера - фильм "The Battle of Orgreave" ("Битва при Оргрейве"), созданный вместе с режиссёром Майком Фиггисом, о конфронтации между полицией и шахтерами в Оргрейве в 1984-1985-х годах (тогда в Великобритании планировалось закрыть 20 шахт). В 2001 Деллер встретился с группой участников реальных событий, чтобы восстановить происходившее в те дни. В результате сотрудничества появился фильм, книга и аудиозапись, которые были призваны предложить новый отчет о событиях, которые были искажены средствами массовой информации.
- Ряд проектов Деллера направлены на изучение культурного ландшафта конкретных мест. В "A Social Parade" он рассказывает о разнообразии Сан-Себастьяна в Испании, предложив разным социальным группам принять участие в параде на центральном бульваре. Его фильм "Memory Bucket" (2003) использует документальный подход для изучения Техаса, делая акцент на двух местах: ферме секты «Ветвь семьи Давидовой» в Уэйко и родном городе президента Буша - Кроуфорде. Архивные кадры из новостей совмещены с интервью, официальные репортажи сопоставляются с личными рассказами.
- Деллер также последовательно изучает культурное и политическое наследие Британии. Для своей серии фотографий он заказал различные памятные знаки, связанные с ключевыми лицами и событиями недавней истории, включая "официальную" скамейку рядом с домом менеджера Битлз Брайана Эпштейна в Белгравии и дорожный знак в память о гибели велосипедиста.
- В 2004 Джереми Деллер получил Премию Тернера за фильм "Memory Bucket".
- Каждый год Пале де Токио в Париже приглашает художника выполнить роль куратора и разработать оригинальный проект. В 2008 Джереми Деллер выступил куратором выставки "From one revolution to another". От промышленной революции до появления глэм-рока в Англии, от электронной музыки в Советском Союзе до появления рока во Франции и флагов союзов Эда Холла - выставка исследует пространство возможных отношений индустриальной и культурной революции. На границе истории, антропологии и современного искусства, "From one revolution to another" смешивала коллективные и личные истории уникальным образом.
- Один из последних проектов Деллера, передвижная выставка It Is What It Is: Conversations About Iraq (2009) поощряет общественное обсуждение истории, нынешних условий и будущего Ирака. Эксперты и свидетели ежедневно находились в выставочном пространстве с целью инициирования диалога с посетителями музея. Общение было призвано быть политически нейтральным, формальное или неформальное настолько, насколько каждый гость пожелает. Объекты для стимулирования дискуссии об Ираке делили пространство с экспертами. Наиболее заметным экспонатом были остатки автомобиля, который был уничтожен в марте 2007 взрывом на улице Мутанаби в Багдаде.

## Персональные выставки
- 2009 It Is What It Is: Conversations About Iraq, Hammer Museum, Лос-Анджелес
- 2009 It Is What It Is: Conversations About Iraq, New Museum of Contemporary Art, Нью-Йорк
- 2008 "From one revolution to another", Carte Blanche a Jeremy Deller, Пале де Токио, Париж, Франция
- 2008 Марлон Брандо, Покахонтас и я, Aspen Art Museum
- 2006 The Art Gallery at York University, Торонто, Канада
- 2006 Edited Rushes 1998-2001 With Extras, Modern Institute, Глазго
- 2006 Mercer Union, Торонто
- 2006 de la Warr Pavilion, Bexhill on Sea, Великобритания
- 2006 Folk Archive, The New Art Gallery, Уолсолл
- 2006 Villa Arson, Ницца
- 2006 Down By Law, The Wrong Gallery, Музей Уитни, Нью-Йорк
- 2005 BAWAG Foundation, Вена, Австрия
- 2005 Kunsthalle, Базель
- 2005 Kunstverein, Мюнхен
- 2005 Folk Archive: Contemporary Popular Art from UK; Barbican Art Gallery, Лондон; Milton Keynes Gallery, Spacex Gallery, Эксетер
- 2004 This is Us, Music from Appenzell, Neue Kunst Halle St. Gallen, Германия
- 2004 The Uses of Literacy, Gavin Brown's enterprise, Нью-Йорк
- 2003 Новые работы: 03.3, Art Pace, Сан-Антонио
- 2003 This is Us, Red Hook, Нью-Йорк
- 2002 Я люблю меланхолию, Low Gallery, Лос-Анджелес
- 2002 After the Goldrush, Wattis Institute, Сан-Франциско
- 2002 Art : Concept, Париж
- 2001 "Битва при Оргрейве", при поддержке Artangel/Tate Britain, Лондон
- 1999 Unconvention, Центр визуальных искусств, Кардифф
- 1998 Art : Concept, Париж
- 1997 The Uses of Literacy, Norwich Art Gallery, Норидж
- 1996 Дома, Cabinet Gallery, Лондон
- 1996 Migrateurs, Musee d'art Moderne de la Ville de Paris, Париж
- 1994 Paris Loves Croydon, Poster Studio, 148 Charing Cross Road, Лондон
- 1994 The Search for Bez, Weekenders/Kings Cross, Лондон